# Jacek Góralski
Jacek Góralski (sinh 21 tháng 9 năm 1992) là một cầu thủ bóng đá Ba Lan thi đấu ở vị trí tiền vệ cho đội bóng Bulgarian First League Ludogorets Razgrad.

## Sự nghiệp quốc tế
Vào tháng 11 năm 2016 Góralski lần đầu tiên được triệu tập vào đội hình Ba Lan cho các trận đấu trước România và Slovenia. Anh ra sân trong trận đấu với Slovenia, kết quả hoà 1-1.
Anh được triệu tập tham dự World Cup 2018 diễn ra tại Nga, giải đấu mà anh đã góp mặt trong cả ba trận vòng bảng trước các đối thủ Colombia, Nhật Bản và Sénégal. Chung cuộc Ba Lan rời giải với vị trí cuối bảng H.

## Thống kê sự nghiệp

### Câu lạc bộ
Tính đến 11 tháng 11 năm 2019.
| Câu lạc bộ            | Mùa giải       | Giải vô địch           | Giải vô địch | Giải vô địch | Cúp  | Cúp       | Châu Âu | Châu Âu   | Siêu cúp | Siêu cúp  | Tổng | Tổng      |
| Câu lạc bộ            | Mùa giải       | Giải vô địch           | Trận         | Bàn thắng    | Trận | Bàn thắng | Trận    | Bàn thắng | Trận     | Bàn thắng | Trận | Bàn thắng |
| --------------------- | -------------- | ---------------------- | ------------ | ------------ | ---- | --------- | ------- | --------- | -------- | --------- | ---- | --------- |
| Victoria Koronowo     | 2010–11        | III liga               | 13           | 0            | –    | –         | –       | –         | –        | –         | 13   | 0         |
| Wisła Płock           | 2011–12        | I liga                 | 12           | 0            | 0    | 0         | –       | –         | –        | –         | 12   | 0         |
| Wisła Płock           | 2012–13        | II liga                | 32           | 1            | 2    | 0         | –       | –         | –        | –         | 34   | 1         |
| Wisła Płock           | 2013–14        | I liga                 | 32           | 0            | 0    | 0         | –       | –         | –        | –         | 32   | 0         |
| Wisła Płock           | 2014–15        | I liga                 | 31           | 4            | 1    | 0         | –       | –         | –        | –         | 32   | 4         |
| Wisła Płock           | Tổng           | Tổng                   | 107          | 5            | 3    | 0         | –       | –         | –        | –         | 110  | 5         |
| Jagiellonia Białystok | 2015–16        | Ekstraklasa            | 28           | 0            | 2    | 0         | –       | –         | 0        | 0         | 30   | 0         |
| Jagiellonia Białystok | 2016–17        | Ekstraklasa            | 29           | 3            | 2    | 0         | –       | –         | 0        | 0         | 31   | 3         |
| Jagiellonia Białystok | 2017–18        | Ekstraklasa            | 0            | 0            | 0    | 0         | 3       | 0         | 0        | 0         | 3    | 0         |
| Jagiellonia Białystok | Tổng           | Tổng                   | 57           | 3            | 4    | 0         | 3       | 0         | 0        | 0         | 64   | 3         |
| Ludogorets Razgrad    | 2017–18        | Bulgarian First League | 24           | 0            | 3    | 0         | 7       | 0         | 0        | 0         | 34   | 0         |
| Ludogorets Razgrad    | 2018–19        | Bulgarian First League | 26           | 0            | 1    | 0         | 10      | 0         | 0        | 0         | 37   | 0         |
| Ludogorets Razgrad    | 2019–20        | Bulgarian First League | 11           | 0            | 1    | 0         | 9       | 0         | 1        | 0         | 22   | 0         |
| Ludogorets Razgrad    | Tổng           | Tổng                   | 61           | 0            | 5    | 0         | 26      | 0         | 1        | 0         | 93   | 0         |
| Tổng sự nghiệp        | Tổng sự nghiệp | Tổng sự nghiệp         | 238          | 8            | 12   | 0         | 29      | 0         | 1        | 0         | 279  | 8         |

### Quốc tế
Tính đến 29 tháng 3 năm 2022.
| Ba Lan | Ba Lan | Ba Lan    |
| Năm    | Trận   | Bàn thắng |
| ------ | ------ | --------- |
| 2016   | 1      | 0         |
| 2017   | 1      | 0         |
| 2018   | 6      | 0         |
| 2019   | 5      | 1         |
| 2020   | 4      | 0         |
| 2021   | 1      | 0         |
| Tổng   | 18     | 1         |

### Bàn thắng quốc tế
Bàn thắng và kết quả của Ba Lan được để trước.
| #  | Ngày                 | Địa điểm                                | Đối thủ  | Bàn thắng | Kết quả | Giải đấu            |
| -- | -------------------- | --------------------------------------- | -------- | --------- | ------- | ------------------- |
| 1. | 19 tháng 11 năm 2019 | Sân vận động Quốc gia, Warszawa, Ba Lan | Slovenia | 3–2       | 3–2     | Vòng loại Euro 2020 |